# Tim Tielemans

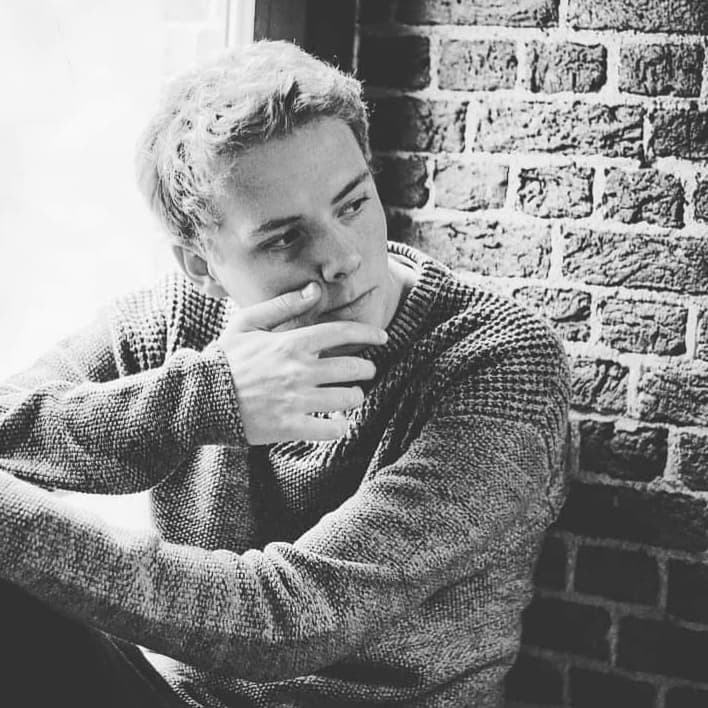
Tim Tielemans

Tim Tielemans (1 april 1998) is een Belgisch regisseur en muzikant. Hij studeerde in 2020 af in de richting televisieregie aan het RITCS.

## Muziek
Tussen 2007 en 2017 was Tielemans actief als gitarist in de groep Bandits (voorheen Gizonband genaamd), een poprock-band samen met zanger Jasper Publie, basgitarist Thomas Van Achteren, drummer Toon Smet en pianist Neil Akenzua.
In 2009 was hij – los van Bandits – samen met Thomas Van Achteren deelnemer aan Junior Eurosong als T&T met het nummer 'Geniaal'. In 2010 was Tielemans samen met onder anderen Jasper Publie, Thomas Van Achteren en Toon Smet te zien in Ketnetpop.

## Filmografie
- 22/3: Wij waren daar (2021)
- Francisco Desir (2024)
- Voorbij de schaamte (2025)